# 和泉ちぬ
和泉 ちぬ（いずみ ちぬ、1956年8月4日 - ）は、日本の女優、声優である。本名、酒井 靖乃。
奈良県出身。オスカープロモーション所属。大阪女学院高等学校卒業。
身長153cm、体重48kg。特技はフラメンコ。血液型はO型。

## 人物・来歴
- デビュー時には、本名の酒井靖乃で活動、その後、現在の芸名に改名した。
- 芸名は師匠である森繁久彌が名付け親である。（関西では黒鯛のことを「ちぬ」と呼び、昔、大阪湾では「ちぬ」がとっても釣れたらしく、大阪地方、つまり和泉地方で、和泉ちぬとなりました。とのこと。また、魚の名前となった私は、少しずつお仕事にも恵まれ、と同時に日本各地に仕事で行く機会も増えました。とのこと。）
- 脚本家長坂秀佳の作品に出る機会が非常に多い。
- プロテスタントのクリスチャンであり、教会での朗読のイベントにも出演している。

## 出演

### テレビドラマ
※印は酒井靖乃名義

#### NHK
※特記以外はNHK総合
- あおによし（1973年） - 女中・竹子 ※
- 連続テレビ小説
  - あぐり（1997年） - 高田萠子
  - 天うらら（1998年）
  - ちゅらさん（2001年） - 関東看護大学教官
  - 瞳（2008年） - 橋本澄江
  - 梅ちゃん先生（2012年） - 山田佳代
  - まれ（2015年）
  - とと姉ちゃん（2016年） - 与那嶺なみ
  - ひよっこ（2017年） - 谷マネージャー
- 大河ドラマ
  - 徳川慶喜（1998年）
  - 元禄繚乱（1999年） - およね
  - 龍馬伝（2010年）
  - 江〜姫たちの戦国〜（2011年） - ウメ（常高院乳母）
- 浪花少年探偵団（2000年） - 竹内妙子
- 一絃の琴（2000年） - みの
- 陰陽師（2001年） - 浮船
- はんなり菊太郎（2002年 - ） - お梅
- ゆうれい、貸します〜お染・恋の七変化〜（2003年） - お勘
- 理想の生活（2005年） - 鈴木悦子
- 鞍馬天狗（2008年） - お吉
- コンカツ・リカツ（2009年）
- お葬式で会いましょう（2014年） - 峰岸桂子
- 長崎発地域ドラマ かんざらしに恋して (2019年2月6日、BSプレミアム) - 酒井かつ子[2]

#### 日本テレビ
- 西遊記 第1シリーズ 第8話「悟空危うし！鱗青魔王の逆襲」（1978年）※
- お助け屋☆陣八（2013年） - アケミ
- 恋文日和「イカルスの恋人たち」（2014年）
- 獣医さん、事件ですよ（2014年） - 真田陽子
- 火曜サスペンス劇場
  - 「警部補 佃次郎」（1999年） - 高田君枝
  - 「弁護士・高林鮎子」（2002年） - 林田登美子

#### TBS
- 大岡越前
  - 第4部 第23話「持った病の人助け」（1975年3月10日）※
  - 第14部 第18話「頑固が鉢巻きした男」（1996年10月21日） - お咲
  - 第15部 第9話「白洲に立った将軍様」（1998年11月2日） - おしず
- 魅せられた夏（1975年） - 事務員・君子 ※
- ポーラテレビ小説「加奈子」（1975年 - 1976年） ※
- 明日がござる（1975年） - 井口知美
- 道 （1978年）※
- 都会の森（1990年） - 野中弥生
- 学校があぶない（1992年） - 野沢のぶ
- 渡る世間は鬼ばかり（1999年）
- 空への手紙（1999年） - 石田さつき
- いばらの償い（2000年）
- サラリーマン金太郎（2000年） - 峰岸節子
- ネバーランド（2001年） - コージーコーナー店長
- こちら本池上署
- 水戸黄門
  - 第6部 第22話「父恋し伊勢参り ‐伊勢‐」（1975年8月25日） - 若松屋の女中 ※
  - 第31部 第13話「うまい鯛にゃ裏がある -明石-」（2003年1月20日） - おたけ
  - 第35部 第13話「黄門様のお供は偽千太 -人吉-」（2006年1月16日） - トメ
- 3年B組金八先生（2003年） - 山越昌代
- 砂の器（2004年） - 成瀬あさみの叔母
- すずがくれた音（2004年） - 竹之内慶子
- 江戸前鮨職人 きららの仕事（2005年）
- ケータイ刑事 銭形雷（2006年） - ヤエばあさん
- キッパリ!（2007年） - 田中さゆり
- 三代目のヨメ!（2008年）
- ハンチョウ〜神南署安積班〜（2009年） - 石田優の母
- 99年の愛〜JAPANESE AMERICANS〜（2010年） - 村上（平松）ともの母
- 三つの月（2015年） - 高嶋知子
- 月曜ドラマスペシャル
  - 「検視官江夏冬子2」（1998年） - 北野良江
  - 「一色京太郎事件ノート」（1998年） - 曽根恵利子
  - 「十津川警部シリーズ15」（1998年） - 弁護士
  - 「わんちゃ夫婦 金沢陶芸殺人紀行」（1999年11月）
- 月曜ゴールデン
  - 税務調査官・窓際太郎の事件簿 15（2007年） - 仲居
  - おばさん会長・紫の犯罪清掃日記!ゴミは殺しを知っている8（2010年）
  - 「守護神・ボディーガード 進藤輝2」（2013年） - 田中八重子
  - SP 八剱貴志（2015年） - 遺失物センターでのおばあさん
- 月曜名作劇場
  - 「十津川警部シリーズ (内藤剛志)4」（2017年） - 松村多恵

#### フジテレビ
- 銭形平次（1973年）第365-468話 - おせん ※
- 意地悪ばあさん（1983年）
- ジュニア・愛の関係（1992年） - 仲居・富岡よし
- ラスト・フレンド（1993年）
- 幸せづくり（1996年）
- 忠臣蔵（1996年） - つる
- 剣客商売 第1シリーズ 第7話「箱根細工」（1998年）
- 髪結い伊三次（1999年） - お春
- 細うで繁盛記（2006年 - ）
- CHANGE（2008年）
- ありがとう!チャンピイ〜日本初の盲導犬誕生物語〜（2008年） - 河相富
- 完全犯罪ミステリースペシャル 新証言!三億円事件・40年目の謎を追え!（2008年） - 平塚夫人
- 阪神・淡路大震災から15年 神戸新聞の7日間 〜命と向き合った被災記者たちの闘い〜（2010年） - 山根夫人
- モメる門には福きたる（2013年） - 前田笛子
- 新・牡丹と薔薇（2015年 - 2016年） - 瀬尾ハナエ
- 金曜エンタテイメント
  - 「浅見光彦シリーズ」（1997年） - 中瀬古芳江
  - 「ダブルカップル探偵」（1999年6月）
  - 「着物デザイナー 黛涼子の推理紀行」（2000年） - 呉服屋の客
  - 「外科医 鳩村周五郎」（2004年） - 坂本則子
- 金曜プレステージ
  - 「警部補・佐々木丈太郎」（2013年） - 河野千鶴
  - 「黒の滑走路4」（2014年） - 高橋敏江（翠の母）

#### テレビ朝日
- 伝七捕物帳（1979年）
- 犬神家の一族（1990年） - 青沼菊乃
- 外科病棟女医の事件ファイル（1991年） - 吉山もと江
- 七人の女弁護士（1991年） - 平林アヤ子
- はぐれ刑事純情派（1999年） - 江川里子
- 熱血!周作がゆく（2000年） - お蔦
- はぐれ刑事純情派（2002年） - 徳山茜
- 子連れ狼（2004年） - お兼
- 名奉行! 大岡越前（2006年） - おまさ
- PS -羅生門-（2006年） - 織部ゆかり
- 相棒
  - Season6 第1話「複眼の法廷」（2007年） - 本村美千代
  - Season22 第6話「名探偵と眠り姫」（2023年） - 瀬戸路子
- 相棒（2007年） - 本村美千代
- モップガール（2007年） - 大町クニ子
- 警視庁失踪人捜査課（2010年）
- 復讐法廷（2015年） - 出井由美
- 緊急取調室（2015年） - 愛知珠子
- 民王スペシャル〜新たなる陰謀〜（2016年） - 北沢晴海
- 瀬戸内少年野球団（2016年） - 正木初枝
- オトナ高校（2017年） - 斑益美の母
- パディントン発4時50分（2018年） - 木内妙子
- 土曜ワイド劇場
  - 「野菊の墓」（1977年） ※
  - 「天才・神津恭介の殺人推理」（1997年）
  - 「事件シリーズ」（1997年） - 富田弘子
  - 「棟居刑事シリーズ4」（1998年） - 小柳あき子
  - 「おばはん刑事!流石姫子5」（2000年） - 山村典子
  - 「棟居刑事シリーズ」（2005年） - 中森房江
  - 「刑事の妻〜デカツマ〜」（2005年 - ） - 南田敬子
  - 「おとり捜査官・北見志穂」（2006年） - 川久保伸江
  - 「変装捜査官・麻生ゆき」（2007年） - 家政婦・初子
  - 「新聞記者 鶴巻吾郎の事件簿4」（2010年）
  - 「再捜査刑事・片岡悠介3」（2012年） - 根来珠江
  - 「司法教官・穂高美子3」（2014年） - 白鳥弥生
- 日曜ワイド
  - 「京都南署鑑識ファイル11」（2017年） - 坂本牧子
  - 「明日への誓い」（2018年） - 清田サチ江

#### テレビ東京
- 紫頭巾（1972年） - お美乃 ※
- 月曜・女のサスペンス「九州航路の謎 -川崎～宮崎 豪華客船血塗られたデッキ-」（1988年） - 立花なおみ
- 豊臣秀吉 天下を獲る!（1995年） - 日秀
- 田舎で暮らそうよ（1999年）
- 女と愛とミステリー 嘱託刑事・小山田昭平「旅路の果て」（2001年） - クリーニング店主人
- 国盗り物語（2005年） - お国
- トラブルマン（2010年） - 木下良子
- IS〜男でも女でもない性〜（2011年） - 戸田美代子
- 殺しの女王蜂（2013年）
- 水曜ミステリー9
  - 「捜査検事・近松茂道」（2006年）
  - 「女三代 如月法律事務所1」（2012年） - 原口光子
  - 「温泉女将ふたりの事件簿1」（2012年） - 巽由香（仲居）
  - 「森村誠一サスペンス 刑事の証明7」（2014年） - 旅館の女将
  - 「不倫調査員・片山由美7」（2014年） - 料亭の女将
- 孤独のグルメSeason6 第5話（2017年5月6日） - 女性店員1 役
- ウルトラマンオメガ 第7話（2025年8月16日） - おばあさん 役

#### 関西テレビ
- 仮面の忍者 赤影 第10話「怪忍者黒蝙蝠」（1967年） - 百合 ※

#### 朝日放送
- 必殺シリーズ（ABC / 松竹）
  - 必殺仕掛人 第18話「夢を買います恨も買います」（1972年） - おゆき ※
  - 必殺仕置人 第6話「塀に書かれた恨み文字」（1973年） - おいと ※
  - 助け人走る 第27話「江戸大暗黒」（1974年） - そば屋の娘 ※
  - 必殺必中仕事屋稼業
    - 第10話「売られて勝負」（1975年） - 町の女※
    - 第17話「悟りて勝負」（1975年） - おなか※
- 嫁チャンポン（1973年） ※

#### 毎日放送
- ウルトラマンガイア 第22話「石の翼」（1999年） - コウキの母

### 映画
- 橋のない川（1969年） - 峰村七重 役
- 深い河（1995年）
- 石井のおとうさんありがとう（2004年8月21日） - 前原つね 役
- 筆子・その愛 -天使のピアノ-（2007年）
- 沈まぬ太陽（2009年） - 田中朝子 役
- 大地の詩 -留岡幸助物語-（2011年） - 留岡勝子 役
- 魔女の宅急便 - イズ 役
- 太秦ライムライト（2014年6月14日） - 北村京子 役
- 葬式の名人（2019年9月20日公開） - 吉田葉子 役
- お終活 熟春!人生、百年時代の過ごし方 （2021年5月21日公開）　-　由紀子 役
- 私を判ってくれない （2022年9月9日公開）　-　辰美 役

### バラエティー・教養番組
- おはなしのくに（NHK）
- 地元の人が教える!2泊3日の旅「サスペンスの女王が行く! 奈良・万葉の道」（BS日テレ、2013年1月22日）
- クイズ!脳ベルSHOW

### ゲーム
- 彼岸花 - 鬼谷寺志乃
- 街 〜運命の交差点〜 - 椎名みちる

### ラジオ
- ちぬちゃんのとまとくらぶ
- FMシアター（NHK-FM）
  - 『リーチ』（2024年12月7日）[3]